# Mladen Vulić
Mladen Vulić (Vinkovci, 1. rujna 1969.) je hrvatski kazališni, televizijski i filmski glumac.

## Filmografija

### Televizijske uloge
- "Kumovi" kao Soldo (2022.)
- "Bogu iza nogu" kao zubar (2022.)
- "Balkanika" kao Klio (2021.)
- "Drugo ime ljubavi" kao Božidar Novosel (2020.)
- "Na granici" kao policajac Mate Butigan (2018. – 2019.)
- "Počivali u miru" kao Sep (2017.)
- "Čista ljubav" kao Mario 'Rus' Akrap (2017. – 2018.)
- "Crno-bijeli svijet" kao kapetan Džoni (2015.)
- "Zora dubrovačka" kao Miho Martinović (2013. – 2014.)
- "Stella" kao Franjo Klarić (2013.)
- "Larin izbor" kao Alen Dijak (2011. – 2013.)
- "Stipe u gostima" kao Krce (2011.)
- "Najbolje godine" kao Fliga (2010.)
- "Mamutica" kao Džo (2010.)
- "Bitange i princeze" kao Fako (2008.)
- "Bibin svijet" kao Denis (2007.)
- "Balkan Inc." kao Brko (2006.)
- "Odmori se, zaslužio si" kao tip s bojom (2006.)
- "Olujne tišine 1895-1995" kao Franjo Paprat (1997.)

### Filmske uloge
- "F20" kao Martinin otac Mate (2018.)
- "Svećenikova djeca" kao poštar (2013.)
- "Cvjetni trg" kao Macko (2012.)
- "Korak po korak" kao bradonja #1 (2011.)
- "Nije kraj" kao Nikola (2008.)
- "Lov u Bosni" (2007.)
- "Crveno i crno" kao Prga (2006.)
- "Libertas" kao Niko (2006.)
- "Duh u močvari" kao Kovačević (2006.)
- "Stolac za ljuljanje" (2005.)
- "Lopovi prve klase" kao Pačino (2005.)
- "Pušća Bistra" kao Branko Folnegović (2005.)
- "Muklo" (2005.)
- "Ta divna splitska noć" kao Nike (2004.)
- "Infekcija" kao snimatelj (2003.)
- "Konjanik" kao Mujaga Lulić (2003.)
- "Chico" (2001.)
- "Alma Mahler" kao Gustav Klimt, Alexander von Zemlinsky, Walter Gorpius, Oskar Kokoschka, Stefan Zweig i James Joyce (2001.)
- "Je li jasno, prijatelju?" kao zapovjednik (2000.)
- "Tri muškarca Melite Žganjer" kao Marko (1998.)
- "Novogodišnja pljačka" kao policajac (1997.)
- "Kako je počeo rat na mom otoku" (1996.)
- "Isprani" (1995.)

### Sinkronizacija
- "Vlak dinosaura" kao tata pteranodon (2. – 4. sezona), gradonačelnik Kosmoceratops, rak samac Ranko i ostali likovi (2016. – 2018.)
- "Rango" kao Duh Zapada (2011.)
- "Kung Fu Panda 2" kao majstor Krok (2011.)
- "Svemirska avantura" kao profesor i crni pas (2010.)
- "Ples malog pingvina" kao šef galeb i Nev (2006.)

## Vanjske poveznice
- Mladen Vulić u internetskoj bazi filmova IMDb-u (engl.)
- Stranica na Gavella.hr